# 球距无柱兰
球距无柱兰（学名：Amitostigma physoceras）为兰科无柱兰属的植物，是中国的特有植物。分布于中国大陆的四川等地，生长于海拔2,000米至2,700米的地区，一般生于山沟阴湿处覆有土的石崖上和林下，目前尚未由人工引种栽培。